# Emeterio Mazorriaga
Emeterio Mazorriaga y Fernández-Agüero (Castillo de Bayuela, 1868-1937) fue un helenista y traductor español.

## Biografía
Estudió en la Universidad Central, doctorándose en 1904 con una tesis sobre sufijos sánscritos. Fue profesor auxiliar numerario desde mayo de 1904, interino en la cátedra de Lengua y Literatura Griegas en 1912; y desde 1915 catedrático de la misma sucediendo a Enrique Soms Castelín (1860-1913), aunque por acumulación enseñó también Lengua y Literatura Latinas a los estudiantes de Derecho. La JAE le concedió una pensión para que estudiara en Portugal al humanista Arias Barbosa y las relaciones humanísticas entre las Universidades de Coímbra y Salamanca, pero no hizo uso de la misma. 
Tradujo algunos diálogos de Platón. También fue autor de traducciones del francés (obras de Condillac y Flaubert) y del inglés (textos de Oscar Wilde y Elizabeth Gaskell).

## Obras
- Platón el divino: estudio preliminar a la traducción directa de sus “Diálogos”. Vol. 1., Madrid, Sucesores de Hernando (Biblioteca Clásica), 1918
- Trad. de Platón el divino: diálogos platonianos. Tomo I, El Gorgias, El primer Alcibíades. Traducción directa por Emeterio Mazorriaga, Madrid, Librería y Casa Editorial Hernando, 1931
- Ed. de La leyenda del cavallero del cisne. Tomo I.... Único publicado, transcripción anotada del códice de la Biblioteca Nacional de España 2454, Madrid: Librería General de Victoriano Suárez, 1914.
- Trad. de Condillac, Ensayo sobre el origen de los conocimientos humanos: obra en la que se reduce a un principio único todo lo concerniente al humano entendimiento, Madrid, 1922.
- Trad. de Gustave Flaubert, Por los campos y las playas; Valencia: Imp. de El Pueblo, s. a.
- Trad. de Oscar Wilde, La casa de las granadas, 1909.
- Trad. de Elizabeth Gaskell, Cranford, 1931, 2 vols.